# Simone Pontello
Pour les articles homonymes, voir Pontello.
Simone Pontello, née le 8 septembre 1971 à São Paulo, dans l'État de São Paulo au Brésil, est une joueuse brésilienne de basket-ball. Elle évolue durant sa carrière au poste d'ailière. 

## Palmarès
- Championne du monde 1994